# Rachida
Rachida (en arabe : رشيدة) est un prénom féminin d'origine arabe signifiant « mûre » ou « sensée », raisonnable. Elle est fêtée le 23 novembre.

## Personnalités
- Rachida Brahim (née en 1982), sociologue française ;
- Rachida Brakni (née en 1977), comédienne française ;
- Rachida Dati (née en 1965), femme politique française ;
- Rachida Drii Hadj (née en 1979), joueuse de handball française ;
- Rachida Khalil (née en 1973), comédienne franco-marocaine ;
- Rachida Lamrabet (née en 1970), écrivaine et avocate belge ;
- Rachida Ouerdane (née en 1979), judokate algérienne ;
- Rachida Triki (née en 1949), philosophe tunisienne.

## Cinéma
- Rachida, film franco-algérien de Yamina Bachir-Chouikh sorti en 2002.